# Irena Szczygielska
Irena Szczygielska (ur. 27 maja 1951 w Zagórniku) – polska inżynier włókiennik i polityk, posłanka na Sejm PRL IX kadencji.

## Życiorys
W 1975 uzyskała tytuł zawodowy magistra inżyniera włókiennika na Politechnice Łódzkiej i podjęła pracę w Andrychowskich Zakładach Przemysłu Bawełnianego „Andropol”. Działała w związkach zawodowych. Zasiadała też w Miejsko-Gminnej Radzie Narodowej w Andrychowie. W 1985 uzyskała mandat posłanki na Sejm PRL IX kadencji w okręgu Andrychów jako bezpartyjna. Zasiadała w Komisji Polityki Społecznej, Zdrowia i Kultury Fizycznej, Komisji Skarg i Wniosków, Komisji Nadzwyczajnej do rozpatrzenia projektów ustaw związanych z realizacją drugiego etapu reformy gospodarczej, Komisji Nadzwyczajnej do rozpatrzenia projektu ustawy o zmianie ustawy Ordynacja wyborcza do rad narodowych, Komisji Nadzwyczajnej do rozpatrzenia projektu Ordynacji Wyborczej do Sejmu oraz Ordynacji Wyborczej do Senatu oraz w Komisji Nadzwyczajnej do rozpatrzenia projektów ustaw o stosunku Państwa do Kościoła Katolickiego, o gwarancjach wolności sumienia i wyznania oraz o ubezpieczeniu społecznym duchownych. W wyborach parlamentarnych w 1989 bez powodzenia ubiegała się o reelekcję.